# Dusitan olovnatý
Dusitan olovnatý je olovnatá sůl kyseliny dusité. Má vzorec Pb(NO2)2. Vodivost koncentrovaného roztoku dusitanu olovnatého je menší než třeba u chloridu olovnatého nebo dusičnanu olovnatého.

## Výroba
Dusitan olovnatý se připravuje reakcí chloridu olovnatého a dusitanu stříbrného při teplotě 25 °C.

## Reakce
Dusitan olovnatý se pomalu rozkládá za vzniku dusičnanu olovnatého, hydroxidu olovnatého a oxidu dusnatého.
3Pb(NO2)2 + 2H2O → Pb(NO3)2 + 2Pb(OH)2 + 4NO